# Arraya Tower
Il Arraya Tower è un grattacielo completato nel 2009 situato a Kuwait City.
Con sessanta piani e 300 metri di altezza (con la guglia alta 45 metri), l'edificio è stato il grattacielo più alta del Kuwait fino alla costruzione della Torre Al Hamra nel 2011.
La costruzione della torre iniziò nel febbraio 2005 e fu completata nel 2009.